# Juliet Stevenson
Pour les articles homonymes, voir Stevenson.
 (décembre 2023).
Si vous disposez d'ouvrages ou d'articles de référence ou si vous connaissez des sites web de qualité traitant du thème abordé ici, merci de compléter l'article en donnant les références utiles à sa vérifiabilité et en les liant à la section « Notes et références ».
Juliet Stevenson est une actrice britannique, née le 30 octobre 1956 dans l'Essex (Royaume-Uni).

## Biographie
Juliet Stevenson est née à Kelvedon, Essex, en Angleterre. Elle est la fille de Virginia Ruth (née Marshall), une enseignante et de Michael Stevenson Guy, un officier de l'armée britannique.
Elle a étudié à l'université Royal Academy of Dramatic Art (RADA) de Londres. Elle commence une carrière théâtrale à partir du début des années 1980.

### Vie privée
Elle vit avec l'anthropologue Hugh Brody depuis 1993. Le couple a deux enfants, Rosalind Hannah Brody (né en 1994) et Gabriel Jonathan Brody (né en 2001).

## Filmographie

### Cinéma

#### Longs métrages
- 1988 : Triple Assassinat dans le Suffolk (Drowning by Numbers) de Peter Greenaway : Cissie Colpitts 2
- 1990 : Truly Madly Deeply d'Anthony Minghella : Nina
- 1990 : The March de David Wheatley : Clare Fitzgerald
- 1990 : Ladder of Swords de Norman Hull : Alice Howard
- 1993 : The Trial (en) de David Hugh Jones : Fräulein Burstner
- 1993 : The Secret Rapture d'Howard Davies : Isobel Coleridge
- 1996 : Emma, l'entremetteuse (Emma) de Douglas McGrath : Mme Elton
- 1997 : Treasure Island de Dino Athanassiou : Jane (voix)
- 2001 : Un chant de Noël (Christmas Carol : The Movie) de Jimmy T. Murakami : Mme Cratchit (voix)
- 2001 : The Search of John Gissing de Mike Binder : Gwenyth Moore
- 2002 : Food of Love de Ventura Pons : Pamela Porterfield
- 2002 : Joue-la comme Beckham (Bend It Like Beckham) de Gurinder Chadha : Paula Paxton
- 2002 : Nicholas Nickleby de Douglas McGrath : Mme Squeers
- 2003 : Le Sourire de Mona Lisa (Mona Lisa Smile) de Mike Newell : Amanda Armstrong
- 2004 : Adorable Julia (Beeing Julia) d'István Szabó : Evie
- 2005 : The Last Hangman d'Adrian Shergold : Annie Pierrepoint
- 2005 : Red Mercury de Roy Battersby : Sofia
- 2006 : Scandaleusement célèbre (Infamous) de Douglas McGrath : Diana Vreeland
- 2006 : Par effraction (Breaking and Entering) d'Anthony Minghella : Rosemary
- 2007 : And When Did You Last See Your Father ? d'Anand Tucker : Kim
- 2008 : Le Secret de Moonacre (The Secret of Moonacre) de Gábor Csupó : Miss Heliotrope
- 2008 : A Previous Engagement de Joan Carr-Wiggin : Julia Reynolds
- 2009 : Eyes of War  (Triage) de Danis Tanović : Amy
- 2009 : Fleur du désert (Desert Flower) de Sherry Hormann : Lucinda
- 2013 : Diana d'Oliver Hirschbiegel : Sonia
- 2015 : Departure d’Andrew Steggall : Beatrice
- 2015 : The Letters de William Riead : Mère Teresa
- 2016 : Love Is Thicker Than Water d'Ate de Jong et Emily Harris : Ethel
- 2017 : Let Me Go de Polly Steele : Helga

#### Courts métrages
- 2000 : Play d'Anthony Minghella : La seconde femme
- 2009 : Quietus de George Taylor : Jayne
- 2013 : Penelope de Dan Susman : Penny
- 2014 : The Portrait de Chris Forster : Laura Burrell
- 2019 : Four de Jennifer Sheridan : La douairière
- 2022 : Walls Like Windows de Werner Vivier : Maggie
- 2022 : Ceres d'Amelia Sears : Ceres

### Télévision

#### Séries télévisées
- 1980 : The Mallens : Barbara Mallen
- 1981 : Maybury : Joanna Langston
- 1984 : Crown Court : Catherine Lloyd
- 1984 : Freud : Elizabeth von Rietberg
- 1988 : 24 Heures pour survivre (Screenplay) : Ruth
- 1988 / 1991 / 1997 : Screen Two : Hilda Carline / Aimée / Jean
- 1991 : 4 Play : Margaret
- 1992 : Performance (en): Nora Helmer
- 1993 : La Légende de l'Île au trésor (The Legends of Treasure Island) : Jane (voix)
- 1995 : The Politician's Wife : Flora Matlock
- 2007 : Miss Marple (Agatha Christie's Marple) : Gwenda Vaughan
- 2008 : Place of Execution : Catherine Heathcote
- 2008 : 10 Days to War : Elizabeth Wilmshurst
- 2010 : Londres, police judiciaire (Law and Order : UK) : Rachel Callaghan
- 2010 : Accused : Helen Ryland
- 2011 : Inspecteur Lewis (Lewis) : Diana Ellebry
- 2011 : The Hour : Lady Elms
- 2012 : White Heat : Charlotte
- 2013 - 2014 : The Village : Clem Allingham
- 2013 - 2015 : Atlantis : L'oracle
- 2015 : Le Mystère Enfield (The Enfield Haunting) : Betty Grosse
- 2015 : X Company : Maire Marie Bellaire
- 2016 : One of Us : Un tueur parmi nous (One of Us) : Louise Elliot
- 2019 : Riviera : Lady Cassandra Eltham
- 2020 : Out of Her Mind : Carol
- 2021 : Meurtres au paradis (Death in Paradise) : Natasha Carlton
- 2021 : The Long Call : Dorothy Ven
- 2022 : The Man Who Fell to Earth : Sœur Mary Lou Prescott
- 2022 : Professor T : Dr Helena Goldberg

#### Téléfilms
- 1998 : Cider with Rosie de Charles Beeson : Annie Lee
- 1999 : Trial by Fire de Patrick Lau : Helen West
- 2002 : Pacte d'amour (The Pact) de Peter Werner : Gus Harte
- 2002 : The Road from Coorain de Brendan Maher : Eve
- 2003 : Les Prisonniers du silence (Hear the Silence) de Tim Fywell : Christine Shields
- 2005 : La Reine des neiges (The Snow Queen) de Julian Gibbs : La mère de Gerda
- 2008 : Dustbin Baby de Juliet May : Marion Bean
- 2014 : On Angel Wings de Dave Unwin : Mary

## Distinctions
- Prix de la meilleure actrice lors du Festival international du film de Catalogne en 1991 pour Truly Madly Deeply
- Prix de la meilleure actrice lors du festival Fantasporto en 1992 pour Truly Madly Deeply
- Prix de la meilleure actrice lors du Festival international du film fantastique d'Avoriaz 1992 pour Truly Madly Deeply
- Prix de la meilleure actrice lors du Mystfest en 1992 pour Truly Madly Deeply
- Laurence Olivier Awards de la meilleure comédienne de l'année 1992 pour Death and the Maiden